# BCL9
BCL9（B-cell CLL/lymphoma 9）は、ヒトではBCL9遺伝子にコードされるタンパク質である。

## 機能
BCL9は、パラログであるBCL9Lとともに、Wnt標的遺伝子の転写の基礎をなすβ-カテニンの転写コファクターとしての役割が広く研究されている。
マウスMus musculusやゼブラフィッシュDanio rerioをモデル生物として用いた研究からは、BCL9やBCL9Lの心臓発生に必要な重要な因子としての古くからの役割が明らかにされている。この研究はWnt/β-カテニン経路の作用の組織特異的な性質を強調するものであり、BCL9やBCL9Lの変化がヒトの先天性心疾患に関与していることを示唆している。
BCL9とBCL9Lは他の組織特異的な分子機構にも関与していることが示されており、Wntシグナル伝達経路における役割はその作用の一面に過ぎないことが示されている。

## 臨床的意義
BCL9はB細胞性急性リンパ芽球性白血病と関係している。染色体1q21領域の異常と関係したB細胞型悪性腫瘍における染色体転座の標的である可能性があり、またBCL9の過剰発現はB細胞型悪性腫瘍の病因として重要である可能性がある。
BCL9とBCL9Lは、ヒトのがんの治療の標的となる可能性がある。これらの因子によって促進される遺伝子発現の変化は、大腸がんの予後の悪さと関係している。
BCL9遺伝子に広くみられる多型は統合失調症のリスクを高め、双極性障害や大うつ病性障害とも関係している可能性がある。
BCLとそのパラログBCL9L、そしてPYGO2には歯の発生時における細胞質での機能が存在し、特にエナメル質の形成に重要である。Pygo1とPygo2の双方、またはBcl9とBcl9lの双方を欠失したマウスでは、Wnt/β-カテニン経路による調節が必要な過程である歯の発生過程は起こるものの、エナメル質の構造は組織化されておらず、対照群マウスと比較して歯の鉄含有量が少ない。Bcl9、Bcl9l、Pygo2はエナメルタンパク質を分泌するエナメル芽細胞の細胞質に存在しており、またエナメル質の主要な構成要素であり、AMELX遺伝子によってコードされるアメロゲニンと共局在している。AMELX遺伝子はヒトではエナメル質形成不全症の原因遺伝子として示唆されている。Bcl9はアメロゲニンのほか、エキソサイトーシスや小胞輸送に関与するタンパク質と相互作用しており、エナメルタンパク質の輸送や分泌に機能していることが示唆される。このように、Bcl9、Bcl9l、Pygo2はWntシグナル伝達の下流の転写コファクターとしての役割とは異なる、細胞質での機能を持っている。この発見は、ヒトの齲蝕の治療に対する理解を高める可能性がある。

## 関連する遺伝疾患
- 1q21.1欠失症候群（英語版）
- 1q21.1重複症候群（英語版）

## 関連文献
- “Fluorescence in situ hybridization analysis of chromosome 1 abnormalities in hematopoietic disorders: rearrangements of DNA satellite II and new recurrent translocations”. Leukemia 13 (12):  1975–81. (Dec 1999). doi:10.1038/sj/leu/2401587. PMID 10602418.
- “Wnt/wingless signaling requires BCL9/legless-mediated recruitment of pygopus to the nuclear beta-catenin-TCF complex”. Cell 109 (1):  47–60. (Apr 2002). doi:10.1016/S0092-8674(02)00679-7. PMID 11955446.
- “Linkage and cytogenetic mapping of the BCL9 gene to porcine chromosome 4”. Animal Genetics 33 (2):  162–3. (Apr 2002). doi:10.1046/j.1365-2052.2002.0831e.x. PMID 12047235.
- “Pygopus residues required for its binding to Legless are critical for transcription and development”. The Journal of Biological Chemistry 279 (7):  5177–83. (Feb 2004). doi:10.1074/jbc.M309722200. PMID 14612447.
- “Identification and in vivo role of the Armadillo-Legless interaction”. Development 131 (17):  4393–400. (Sep 2004). doi:10.1242/dev.01296. PMID 15294866.
- “Large-scale characterization of HeLa cell nuclear phosphoproteins”. Proceedings of the National Academy of Sciences of the United States of America 101 (33):  12130–5. (Aug 2004). Bibcode: 2004PNAS..10112130B. doi:10.1073/pnas.0404720101. PMC 514446. PMID 15302935.
- “Crystal structure of a beta-catenin/BCL9/Tcf4 complex”. Molecular Cell 24 (2):  293–300. (Oct 2006). doi:10.1016/j.molcel.2006.09.001. PMID 17052462.
- “BCL9-2 binds Arm/beta-catenin in a Tyr142-independent manner and requires Pygopus for its function in Wg/Wnt signaling”. Mechanisms of Development 124 (1):  59–67. (Jan 2007). doi:10.1016/j.mod.2006.09.006. PMID 17113272.